# Округ Лафејет (Мисури)
Округ Лафејет (енгл. Lafayette County) је округ у америчкој савезној држави Мисури.

## Демографија
По попису из 2010. године број становника је 33.381, што је 421 (1,3%) становника више него 2000. године.
| Група             | 2000.          | 2010.          |
| Белци             | 31.290 (94,9%) | 31.002 (92,9%) |
| Афроамериканци    | 749 (2,3%)     | 742 (2,2%)     |
| Азијати           | 82 (0,2%)      | 133 (0,4%)     |
| Хиспаноамериканци | 386 (1,2%)     | 740 (2,2%)     |
| Укупно            | 32.960         | 33.381         |